# Stanisław Szczotka
Stanisław Szczotka (ur. 13 lutego 1912 w Milówce, zm. 11 sierpnia 1954) – polski profesor historii i socjologii wsi, doktor filozofii, badacz dziejów Żywiecczyzny, działacz polskiego ruchu ludowego. 

## Życiorys
Stanisław Szczotka urodził się w rodzinie chłopskiej. Uczęszczał do gimnazjum w Żywcu, które ukończył w 1930 roku. Następnie, w latach 1930-1934 studiował historię na Uniwersytecie Jagiellońskim w Krakowie. Pracę magisterską pt. Początki ruchu antytrynitarskiego w Polsce w świetle akt synodalnych obronił w 1934. Od 1935 zatrudniony był w Komisji Historycznej PAU, gdzie opracowywał i udostępniał zbiory. W 1936 uzyskał stopień doktora filozofii. Od 1937 do wybuchu wojny pełnił funkcję asystenta w katedrze Historii Kultury. W tym czasie prowadził także działalność polityczną jako członek Stronnictwa Ludowego, utrzymując kontakt z przebywającym na emigracji Wincentym Witosem i organizując strajk chłopski.
Jeszcze przed wybuchem wojny Stanisław Szczotka rozpoczął badania nad historią społeczno-gospodarczą XVII wieku, kierując szczególnie zainteresowanie ku rodzinnej Żywiecczyźnie. Był jednym z założycieli w 1934 roku Towarzystwa Miłośników Ziemi Żywieckiej, w ramach którego podjął inicjatywę przetłumaczenia z łaciny i wydania "Dziejopisu Żywieckiego" Andrzeja Komonieckiego; udało się wydać dwa z trzech zaplanowanych tomów (drugi tom został jednak w całości zarekwirowany i zniszczony przez Niemców w Cieszynie tuż po wybuchu wojny). Był współzałożycielem i redaktorem kwartalnika "Gronie" (od 1938 roku) i współorganizatorem Muzeum Regionalnego w Żywcu. 
Z inicjatywy Szczotki rozpoczęto prace wykopaliskowe na żywieckim Grojcu, a odkryte tam znaleziska z okresu kultury łużyckiej zasiliły zbiory nowo powstałego muzeum. Podjął też nieudaną próbę wydania ”Kronik Żywieckich” ks. Franciszka Augustina. Przed wybuchem wojny publikował m.in. wyniki badań nad księgami metrykalnymi parafii żywieckiej czy monografię żywieckiej szkoły parafialnej. W swych pracach interesował się także zbójnictwem i zagadnieniami wołoskimi.
W 1939 wyniku Sonderaktion Krakau został aresztowany i więziony w obozach w Sachsenhausen i Dachau. Po zwolnieniu z obozu 8 lutego 1940 brał udział w walce zbrojnej w szeregach Batalionów Chłopskich. Włączył się m.in. w działalność SL "Roch", przyjmując pseudonim "Weroncyn". W tym czasie był też współorganizatorem konspiracyjnych pism ludowych, Znicza i Myśli ludowej. Jako zastępca komendanta powiatowego Batalionów Chłopskich w Stopnicy brał udział w walkach i został ranny. Brał także udział m.in. w organizacji i wyposażeniu lokalnego szpitala polowego dla partyzantów. Latem 1944 w czasie bitwy pod Słupią wezwał na pomoc walczącym partyzantom patrol Armii Czerwonej w sile 3 czołgów. Ponownie aresztowany w czasie walk o przyczółek baranowsko-sandomierski, zbiegł z transportu do obozu koncentracyjnego i do końca wojny ukrywał się w Krakowie. Za działalność przeciw okupantowi otrzymał Złoty Krzyż Zasługi z Mieczami.
Już w styczniu 1945 powrócił do pracy na uczelni, a kilka miesięcy później habilitował się na Wydziale Filozoficznym UJ (lipiec 1945). Został także wybrany w listopadzie 1945 na prezesa krakowskiego koła PSL, jednak w lipcu 1946 zrezygnował tak z tej funkcji, jak i z oficjalnej działalności politycznej. W 1946 został profesorem historii i socjologii wsi na Wydziale Rolniczo-Leśnym Uniwersytetu im. Adama Mickiewicza w Poznaniu. W 1952 roku został przeniesiony na Wydział Filozoficzno-Historyczny jako profesor nadzwyczajny, gdzie wkrótce został jego dziekanem. Od 1954 roku pełnił funkcję kierownika Pracowni Historycznej Rolnictwa i Hodowli w Polsce przy Instytucie Historii Kultury Materialnej PAN. Na jego dorobek składa się m.in. ponad 100 prac naukowych i popularnonaukowych. Stanisław Szczotka jest również autorem kilkudziesięciu haseł Polskiego Słownika Biograficznego. Był także encyklopedystą - na prośbę Stanisława Kota napisał hasło inwentarze oraz zbójnictwo do Encyklopedii staropolskiej Brücknera wydanej w latach 1937-1939.
Poniósł śmierć w wypadku kolejowym pod Kępnem. Jest pochowany na poznańskim cmentarzu Górczyńskim.

## Odznaczenia
- Złoty Krzyż Zasługi z Mieczami[8]
- Krzyż Partyzancki
- Medal Zwycięstwa i Wolności[3]

## Niektóre prace naukowe
- Żywot zbójnicki Józefa Baczyńskiego zwanego Skawickim, w: „Lud” XXXIV (1936)
- Drobne przyczynki do dziejów reformacji na Śląsku  (1936)
- Z dawnych ksiąg metrykalnych parafii żywieckiej: (1666-1776) (1937)
- Księża Żywczacy na Śląsku : stacje wojskowe w Żywiecczyźnie w latach 1661 i 1662 (1938)
- Stosunki Żywiecczyzny ze Śląskiem od XVI wieku do upadku Rzeczypospolitej  (1938)
- Udział chłopów w walce z potopem szwedzkim (Lwów, 1939)
- Lamenty chłopskie na pany oraz inne narzekania na niedolę poddanych polskich (1944)
- Chłopi obrońcami niepodległości Polski w okresie Potopu (1946)
- Materiały do hodowli owiec w XVIII wieku w państwie ślemieńskim na Żywiecczyźnie (1948)
- Walka chłopów o wymiar sprawiedliwości (1950)
- Z dziejów chłopów polskich (1951)
- Powstanie chłopskie pod wodzą Kostki Napierskiego (1951)
- Zwalnianie chłopów z poddaństwa w województwie krakowskim w latach 1572-1794 (1951)
- Materiały do dziejów zbójnictwa góralskiego z lat 1589-1782 (1952)
- Zaburzenia chłopskie na Białostocczyźnie (1953)[4].